# 一紙婚約
《一纸婚约》，2018年中国电影，由张辉执导，刘熙阳、张辉、张一山、杨紫、关晓彤主演。

## 剧情概述
叶子不惜与大学教授王枫假结婚，只为获得买房和男朋友结婚的钱，结果男友又移情别恋，这令叶子万念俱灰。同时，王枫因为一场意外成为了植物人。

## 演員
| 演員姓名 | 角色名稱 | 介紹 |
| 刘熙阳   | 叶子     |      |
| 张辉     | 王峰     |      |
| 关晓彤   | 王小相   |      |
| 张一山   | 李超     |      |
| 杨紫     | 玲玲     |      |
| 刘佳     | 李主任   |      |

## 所获奖项
刘熙阳凭借本片获得第三届意大利中国电影节最佳女演员奖。

## 争议
有媒体爆料称该片的导演、男主演是北京电影学院表演学院院长张辉，而女主演是张辉离婚迎娶的自己2010级学生，比自己小24岁的刘熙阳。《一纸婚约》的第一出品方是青年电影制片厂，该制片厂由北京电影学院100%持股。而此片获奖的意大利中国电影节的合作方也是北京电影学院。电影上映首日票房仅为26万元，被指难以收回成本。